# Le Magny (Vosges)
Le Magny foi uma antiga comuna francesa na região administrativa de Grande Leste, no departamento de Vosges. Estendia-se por uma área de 3,53 km². 
Em 1 de janeiro de 2013, foi incorporada à comuna de Fontenoy-le-Château.